# Darbhanga
Darbhanga (en hindi: दरभंगा ) es una ciudad de la India, centro administrativo del distrito de Darbhanga, en el estado de Bihar.

## Geografía
Se encuentra a una altitud de 54 m s. n. m. a 133 km de la capital estatal, Patna, en la zona horaria UTC +5:30.

## Demografía
Según estimación 2011 contaba con una población de 294 116 habitantes.